# THE 博学
『THE 博学』（ザ はくがく）はテレビ朝日により、ANN系列で放送されたクイズ番組。

## 概要
各界の著名人・知識人が「THE 博学」の称号をかけて、人気の著書から出題される問題に挑む。
番組では「博学」の意味を「知識量はもちろん、その知識が無くても自らの持つ『知の遺産』を駆使し答えを導き出す人」と定義されている。

## 放送日時
- 第1回：2014年9月11日 19:00 - 21:48
- 第2回：2015年1月 3日 18:30 - 20:54
- 第3回：2015年3月26日 19:00 - 21:48
- 第4回：2015年6月25日 19:00 - 21:48
- 第5回：2015年9月17日 19:00 - 21:48

第2回のみ土曜放送で、他の4回は全て木曜放送、それも20時ドラマ『木曜ミステリー』と21時ドラマ『木曜ドラマ』の双方の作品が終了後に行われる。

## 出演者
司会
| - 林修 | - 八木亜希子 |

出場者
※優勝者は、太字で表記。

### 第1回
| - 石坂浩二 - 北野大 | - 舛添要一 - 山口恵以子 | - 吉田照美 - 深澤真紀 | - 博多華丸 - 夏野剛 | - 小島慶子 - 橋本大二郎 |

### 第2回
| - 坂東眞理子 - 舛添要一 | - 太田光 - ヒャダイン | - ピーコ - 岩崎夏海 | - 千原ジュニア - 小島慶子 | - 須田慎一郎 - 山西惇 |

### 第3回
| - 堀江貴文 - 舛添要一 | - 加藤登紀子 - 金田一秀穂 | - 高畑淳子 - 八田亜矢子 | - やくみつる - 中野信子 | - 橋本大二郎 - 徳光和夫 |

### 第4回
| - 金田一秀穂 - 小島慶子 | - 津田大介 - デーモン閣下 | - 中山秀征 - 萩谷順 | - 坂東眞理子 - 堀江貴文 | - 舛添要一 - 山口恵以子 |

### 第5回
| - 石坂浩二 - 劇団ひとり | - 紺野美沙子 - 竹田圭吾 | - 千原ジュニア - 天明麻衣子 | - 羽田圭介 - 八田亜矢子 | - 舛添要一 - 山西惇 |

## ルール

### 1stステージ  プロフェッショナル試験
- 有名な本や人気の本に書かれている内容から問題を出題。また、一部問題は司会の林や他の解答者の問題から出題される（解答の仕様上出題者に自分の問題が出されることはない）。
- 解答者は自分の解答順の際、その答えを口頭で20秒以内に説明して解答する。
- 正解すると10点獲得。不正解の場合は解答権が次の解答者に移る。1問につき誰かが正解するか3人連続で不正解になるまで行う。
- また、途中には判じ絵の意味を当てる問題や3択問題らを出題。正解すれば10点獲得。
- 全員が一定回数出題を受けた時点で終了。第1・4回では得点上位8人、第3回では得点上位7人が2ndステージに進出。第2回では得点上位6人が決勝進出。

### 2ndステージ 上級博識バトル
- 第1Rの得点を持越し、第1Rと同様のルールにてさらに難易度の高い問題に挑む。1問正解につき30点獲得。また、1stステージ同様特殊な問題も出題される。
- 全員が一定回数出題を受けた時点で終了。合計得点上位2人が決勝進出。

### 決勝 No.1博学への道
- 両者に同じ問題を出題。両者筆記で解答後、その答えの詳細な説明を口頭で行う。5問行い、正解数の多い方が優勝。5問終えて正解数が同じ場合は第3回では問題のストックが無かったため両者同点優勝、第4回では決着が付くまで行うサドンデスとなる。
- 優勝者には「THE博学」の称号と「知の旅（フランス・イタリア世界遺産ツアー）」が送られる。

### 決勝 早押し上級博識バトル
- 第2回での決勝戦方式。1stステージの得点を持越して行う。6人での挙手制による早押し問題を出題。正解で30点、誤答で-10点。5問出題し、全問終了時点での合計得点が多い人が優勝。
- 他の回同様優勝者には「THE博学」の称号と「知の旅（フランス・イタリア世界遺産ツアー）」が送られる。

## テーマ曲
デイヴィッド・ギャレット  『Smooth Criminal』

## スタッフ
第5回（2015年9月17日放送分）
- ナレーション：大塚芳忠
- 企画：奥川晃弘（テレビ朝日）
- 構成：樋口卓治
- TM：大田憲治（テレビ朝日、第3回-）
- TD／SW：平間隆啓（第2回-）
- CAM：廣瀬義幸（第5回、第1回はTD／SW）
- 音声：長谷川新（第1,5回）
- VE：菅原将（第5回）
- 照明：越前充弘
- 美術：小山晃弘（テレビ朝日）
- デザイン：鹿内遙（テレビ朝日）
- 美術進行：奥田裕美、森みどり
- 大道具：小宮将太
- 特機・電飾・システム：町端航（第5回、第1,2,4回は電飾のみ、第3回は電飾・システム）
- モニター：大西勇史
- ヘアメイク：川口カツラ店
- 編集：五十嵐剛輝
- MA：赤津英彰（第2回-）
- 音効：波多野精二
- TK：船木玉緒
- 編成：吉村周、北村麻美（共に第5回）（共にテレビ朝日）
- 宣伝：尾木美愛（テレビ朝日）
- コンテンツビジネス：里見諒（テレビ朝日）
- デスク：内藤恵子（第2回-）
- 技術協力：テイクシステムズ
- 美術協力：テレビ朝日クリエイト
- 制作協力：ホリプロ、メディア・バスターズ、ViViA、コラボレーション
- 制作スタッフ：寒川拓郎（テレビ朝日）、松本和也、長塚眞梨子（共に第4回-）、小澤優（第3回-）、遠藤清明（第1,3,5回）、仁井本真奈、橋本健、田口拓矢（共に第5回）
- アシスタントプロデューサー：樋口玲、土屋慶太、馬越脇弘章（ViViA）、菊地裕衣子、阿部優香子、久野木麻子（馬越脇・菊地・阿部→第1回-、土屋→第2回-、久野木→第4回-、樋口→第5回、第1-4回は辰野名義）
- ディレクター：大石展裕（ViViA）、森下和光、中山康司、舟木商策、林慶遥、田村海、近藤賢一、長谷川真也、長崎玲史、松原広直、今泰之（大石・森下・中山・舟木・林・長谷川→第1回-、近藤・今→第2回-、今→第1回は制作スタッフ、田村・長崎→第3回-、松原→第5回）
- チーフディレクター：木津優（テレビ朝日）
- プロデューサー：菅原悠平（テレビ朝日）
- ゼネラルプロデューサー：樋口圭介（テレビ朝日）
- 制作著作：テレビ朝日

### 過去のスタッフ
- 構成：鈴木おさむ（第1-4回）
- TM：福元昭彦（テレビ朝日、第1,2回）
- CAM：渡邊良平（第1-4回）
- 音声：猪俣晃（第2-4回）
- VE／VTR：伊藤和博（第1回）、竹内達史（第2,3回）、細谷公助（第4回）
- MA：近藤宏紀（第1回）
- 編成：吉川徹、林智乃（共に第1-4回）（共にテレビ朝日）
- デスク：稲月彰子（第1回）
- 制作協力：スクラッチ（第1回）、東通企画（第1-4回）
- 制作スタッフ：荻原正雄、守澤はるか（共に第1,2回）、亀井優、五反田宥樹、竹内史織（共に第1回）、駒奈穂子（第1,3回）、矢﨑浩司（矢﨑→テレビ朝日）、諸賀智衣、須永彩花、青木大地、小林拓真（共に第2回）、浅川勇人（第2,3回）、吉田貴幸、前原知佳、植田綾菜（共に第3回）、小嶋悠介、落合由加里、佐々木一翔、梅津美希（共に第3,4回）、池田優輝、瀨利里美、廣瀬なつき、福田圭介、高塚ひかる、大村卓也、山田真央（共に第4回）
- ディレクター：近藤大輔、大村嘉範（共に第1回）